# Uruguay en los Juegos Olímpicos de Tokio 1964
Uruguay estuvo representado en los Juegos Olímpicos de Tokio 1964 por un total de 23 deportistas masculinos que compitieron en 4 deportes.

## Medallistas
El equipo olímpico uruguayo obtuvo las siguientes medallas:
| Nombre               | Deporte | Competición |
| -------------------- | ------- | ----------- |
| Oro                  |         |             |
| —                    |         |             |
| Plata                |         |             |
| —                    |         |             |
| Bronce               |         |             |
| Washington Rodríguez | Boxeo   | –54 kg M    |